# Isochromodes latifascia
Isochromodes latifascia là một loài bướm đêm trong họ Geometridae.